# 교차대구법
교차대구법(Chiasmus)은 "연속적인 구나 절에서 문법 구조를 역전시키는 것이지만, 단어의 반복은 없는" 수사학적 기법이다.
비슷한 수사법인 반전교차법은 A-B-B-A 구성을 통해 연속적인 구나 절에서 문법 구조의 역전을 포함하지만, 교차대구법과는 달리 단어의 반복이 있다.

## 예시
교차대구법은 의미가 같지는 않지만 유사한 단어나 구의 균형을 맞춘다.
오, 그가 얼마나 저주받은 시간을 보내는지,

사랑하면서도 의심하고, 의심하면서도 강렬히 사랑하는 자는.— 셰익스피어, 오셀로 3.3

"사랑하면서"와 "강렬히 사랑하는"은 같은 의미를 공유하며 괄호 안에 있고, "의심하고"와 "의심하면서도"도 마찬가지이다.
교차대구법의 추가 예시:
낮에는 유희, 밤에는 춤.— 새뮤얼 존슨, 인간 욕망의 허무함 (1749)

못생기면 경멸받고, 예쁘면 배신당하네.— 메리 리퍼, "여성에 대한 에세이" (1751)

비교를 위해, 다음은 구조 역전이 동일한 단어를 포함하는 반전교차법으로 간주된다.
쾌락은 죄요, 때로는 죄가 쾌락이다.— 바이런 경, 돈 주앙, (1824)

교차대구법과 반전교차법은 둘 다 안티테제를 강화하는 데 사용될 수 있다. 교차대구법에서 절은 역전된 대구법을 보여준다. 교차대구법은 히브리어, 그리스어, 라틴어 및 키체어 마야를 포함한 고대 세계 문학에서 특히 인기가 있었다. 그곳에서는 텍스트 내에서 질서의 균형을 명확하게 표현하는 데 사용되었다. 셰익스피어와 성경의 그리스어 및 히브리어 텍스트에서 많은 길고 복잡한 교차대구법이 발견되었다. 교차대구법은 쿠란과 몰몬경에서도 발견된다.

## 개념적 교차대구법
교차대구법은 전체 단락의 구조에서 개념이나 아이디어를 병렬화하는 데 사용될 수 있다. "개념적 교차대구법"이라고 불리는 이 과정은 교차하는 수사학적 구조를 사용하여 "지적 공간"의 중첩을 유발한다. 개념적 교차대구법은 두 가지 다른 학문 분야를 연결하기 위해 특정 언어학적 선택, 종종 은유를 활용한다. 단일 제시된 개념에 교차대구적 구조를 적용함으로써 화자들은 한 분야의 생각이 반대 분야의 관점을 고려하도록 장려한다.

## 효과

교차대구법을 "X" 구조로 나타낸 그림. 왼쪽에서 오른쪽으로, 위에서 아래로 읽으면 첫 번째 주제(A)는 마지막에 반복되고, 중간 개념(B)은 연속적으로 두 번 나타난다.

교차대구법은 대칭적인 구조에서 그 효과를 얻는다. 교차대구법의 구조적 대칭은 독자나 청자에게 전체 주장이 설명되었다는 인상을 준다. 다시 말해, 교차대구법은 청자가 고려할 주장이나 아이디어를 단 두 가지 측면으로 만들고, 그 다음 청자가 주장 중 한쪽을 선호하도록 유도한다.

## 주제적 교차대구법
네덜란드의 국가인 빌헬무스는 주제적 교차대구법을 중심으로 구성된 구조를 가지고 있다. 텍스트의 15개 절은 대칭적이며, 1절과 15절은 의미상 서로 유사하고, 2절과 14절, 3절과 13절 등도 마찬가지이며, 노래의 중심인 8절에서 수렴된다. 16세기에 쓰여진 빌헬무스는 네덜란드의 독립을 위한 투쟁에서 유래했다. 이 노래는 국부 (정치)인 빌럼 1세 판 오라녜가 펠리페 2세 국왕 하의 네덜란드 스타트허우더였던 이야기를 다룬다. 빌럼은 1인칭 시점으로 네덜란드 국민에게 말하며, 외부 갈등인 네덜란드 독립 전쟁과 자신의 내적 갈등 모두를 이야기한다. 한편으로는 스페인 국왕에게 충실하려고 노력하지만, 다른 한편으로는 무엇보다도 자신의 양심, 즉 하느님과 네덜란드 국민을 섬기는 데 충실하다. 이는 중심이 되는 8절에서 명백히 드러난다. "오 다윗, 그대는 사울 왕의 폭정에서 피난처를 찾았네. 나 또한 이 혼란을 피했네." 여기서는 성경의 다윗과 빌럼 1세 판 오라녜를 모두 폭군 아래에서 섬기는 자비롭고 정의로운 지도자로 비교한다. 자비로운 다윗이 불의한 사울의 뒤를 잇고 하느님으로부터 이스라엘 왕국을 보상받았듯이, 빌럼 또한 하느님의 도움으로 왕국을 보상받을 것이다. 그 왕국은 네덜란드이거나 하나님 나라 (기독교)이거나 둘 다일 수 있다.

## 같이 보기
- 반전복음
- 반전교차법
- 아치 형식
- 교차대구적 구조
- 콘트라포스토
- 수사법
- 황금선 (abAB 구조에 기반한 라틴어 시)
- 회문
- 수사학
- 러시아식 뒤집기
- 은선 (abBA 구조에 기반한 라틴어 시)
- 두음전환
- 신키시스 (교차대구법의 역)
- 옥좌의 아야트
- 전치 유희